# D'amour et d'aventure
D'amour et d'aventure (Of love and adventure) est une collection de 4 téléfilms de 90 minutes en coproduction franco-canadienne, et diffusée du 24 octobre 1991 au 11 février 1996. 

## Historique
D'amour et d'aventure est la conséquence des quotas de production française imposés à la fin des années 1980. Cette collection a été initiée par le groupe Hachette en 1991 étant devenu actionnaire de La Cinq. Malheureusement, la chaîne cessera d'émettre avant de diffuser cette production. Les téléfilms seront donc diffusés sur d'autres chaînes comme Canal+, M6, ou France 2. Le titre de la collection ne sera jamais utilisé à l'antenne.

## Synopsis
Cette série est une anthologie de thrillers, mettant en scène des acteurs populaires de la télévision française et américaine.

## Épisodes
1. Les Danseurs du Mozambique[1], réal. Philippe Lefebvre, diffusé le 11 juillet 1992[2] sur Canal+. Rediffusion le 28 avril 1993[3] sur M6. Rediffusion le 17 août 1994[4] sur France 2. Rediffusion le 4 février 1996[5] sur M6. Rediffusion le 10 juillet 1996[6] sur France 2. Rediffusion le 12 juillet 1998[7] sur M6.
2. Mortelle amnésie[8], réal. Gabriel Pelletier diffusé le 25 novembre 1992[9] sur M6. Rediffusion le 29 juillet 1994[10] sur France 2. Rediffusion le 11 février 1996.
3. L'étrange rançon[11], réal. George Mihalka, diffusé le 11 novembre 1992[12] sur M6.
4. Une Image de trop[13], réal. Jean-Claude Missiaen, diffusé le 21 avril 1993[14] sur M6. Rediffusion le 1er novembre 1994[15] sur France 2.